# Loveboat
Albums de Erasure
The Tiny Tour
(1998) Other People's Songs
(2003)
Singles
Loveboat est le 9e album studio du groupe anglais Erasure, paru le 23 octobre 2000 (au Royaume-Uni).
Premier album du groupe à s'écarter de l'option électro-vintage prise en 1991 avec l'album Chorus, Loveboat se solda par un naufrage commercial. Pourtant non dénué de qualités, Loveboat reste l'album dont les ventes furent les plus faibles de toute la carrière d'Erasure ; son unique semaine de présence parmi les meilleures ventes de disques au Royaume-Uni, en Allemagne et en Suède n'étant due qu'aux inconditionnels du groupe. Aux États-Unis, Erasure étaient sous contrat avec Maverick Records (un label créé par Madonna) qui refuse alors de sortir Loveboat. Il fallut attendre trois ans pour qu'Erasure soit finalement libéré de son contrat avec Maverick et autorisé à sortir Loveboat sur le marché Nord-américain, en 2003, via Mute Records et son nouvel accord passé avec EMI.
Loveboat est l'album le plus controversé parmi les fans du groupe Erasure. Tandis que certains reprochèrent notamment à cet album un manque d'arrangements électroniques (pour lesquels le groupe était jusque-là réputé), d'autres -ainsi que certains critiques musicaux- y voyaient des défauts techniques majeurs de qualité sonore, faisant ressembler celui-ci à une "version démo", avec basses saturées et voix en retrait.
Si la lourdeur du son de cet album, drum and bass sur certains titres, dérouta les fans du groupe, l'album eut aussi des adeptes puisque certaines critiques, tel AllMusic, notèrent bien cet album justement parce qu'il s'écartait du "son" habituel d'Erasure, électronique et léger.
Certains disent qu'il y eut de réels problèmes (attribués au producteur Flood) lors du mixage ; cependant, Vince Clarke a toujours assumé cet album, déclarant que celui-ci avait la forme qu'il souhaitait lui donner et que tous les effets de distorsion étaient délibérés.
En dehors de quelques plateaux TV, sessions radio et mini-concerts acoustiques en Grande-Bretagne, aucune véritable tournée n'accompagna la parution de Loveboat.
Le 24 juin 2016, dans le cadre de la célébration des 30 ans d'Erasure, l'album Loveboat est réédité au format vinyle 33 tours.

## Dates de sortie
- Royaume-Uni et Europe : 23 octobre 2000
- États-Unis et Canada : 17 juin 2003

## Classement parmi les ventes de disques
| Pays        | Meilleure position |
| ----------- | ------------------ |
| Royaume-Uni | 45                 |
| Allemagne   | 48                 |
| Suède       | 57                 |

## Détail des plages
| 1.    | Freedom            | 3:09 |
| 2.    | Where In The World | 3:46 |
| 3.    | Crying In The Rain | 3:46 |
| 4.    | Perchance To Dream | 4:35 |
| 5.    | Alien              | 4:32 |
| 6.    | Mad As We Are      | 3:50 |
| 7.    | Here In My Heart   | 3:43 |
| 8.    | Love Is The Rage   | 4:09 |
| 9.    | Catch 22           | 3:38 |
| 10.   | Moon & The Sky     | 4:22 |
| 11.   | Surreal            | 5:09 |
| 44:54 |                    |      |